# Could You Watch Your Children Burn
Could You Watch Your Children Burn es el segundo álbum de estudio de la banda estadounidense de metalcore The Plot in You. Fue lanzado el 15 de enero de 2013 a través de Rise Records y también fue producido, compuesto e interpretado íntegramente por el vocalista de la banda Landon Tewers. Es el primer álbum de la banda con el guitarrista Derrick Sechrist (ex vocalista y guitarrista limpio de A Bullet For Pretty Boy) tras la salida de Anthony Thoma.
A diferencia de First Born (2011), el álbum no es un álbum conceptual, pero enfrenta temas oscuros similares a los que suelen tener los lanzamientos de la banda.

## Lanzamiento
El primer sencillo del álbum, "Premeditated", fue lanzado el 10 de diciembre de 2012. El segundo sencillo, "Fiction Religion", salió el 25 de diciembre de 2012. El 2 de enero de 2013, el resto del álbum se subió a la página de YouTube de Rise Records, casi dos semanas antes de su lanzamiento, como resultado del álbum.

## Lista de canciones
| N.º | Título                 | Duración |  |
| 1.  | «Premeditated»         | 4:06     |  |
| 2.  | «Fiction Religion»     | 3:36     |  |
| 3.  | «Digging Your Grave»   | 3:21     |  |
| 4.  | «Population Control»   | 3:23     |  |
| 5.  | «Troll»                | 3:28     |  |
| 6.  | «The Devil's Contract» | 3:21     |  |
| 7.  | «Shyann Weeps»         | 3:10     |  |
| 8.  | «Sober and Soulless»   | 3:32     |  |
| 9.  | «Bible Butcher»        | 4:08     |  |
| 10. | «Glad You're Gone»     | 4:05     |  |

## Personal
The Plot in You
- Landon Tewers – voz, guitarra, bajo, ingeniería, mezcla, masterización, producción
- Cole Worden - batería